# Carex pseudomairei
Carex pseudomairei är en halvgräsart som beskrevs av E.G.Camus. Carex pseudomairei ingår i släktet starrar, och familjen halvgräs. Inga underarter finns listade i Catalogue of Life.